# Metropolia Kaifeng
Metropolia Kaifeng – metropolia Kościoła rzymskokatolickiego w Chińskiej Republice Ludowej. Erygowana w dniu 11 kwietnia 1946 roku. W skład metropolii wchodzi 1 archidiecezja i 7 diecezji.
W skład metropolii wchodzą:
- Archidiecezja Kaifeng
  - Diecezja Jixian
  - Diecezja Luoyang
  - Diecezja Nanyang
  - Diecezja Shangqiu
  - Diecezja Xinyang
  - Diecezja Zhengzhou
  - Diecezja Zhumadian